# Piotrowice (Otwocki kotar, Poljska)
Pjotrovice (polj. Piotrowice) je mjesto u Mazowieckom vojvodstvu, (Otwocki kotar), u središnjoj Poljskoj. Blizu mjesta je grad Otwock.
Naselje je postojalo još u 11. stoljeću, a sada ima 352 stanovnika.